# Louise Bonfils
Louise Marie Magdalene Bonfils (født 3. november 1856 på Frederiksberg, død 28. marts 1933 i København) var en dansk kunstmaler.
Hun var datter af kontorchef, senere direktør i Den Militære Underklasses Invalideforsørgelsen, justitsråd Carl Josef Julius Bonfils (1814-1901) og Elisabeth Juliane Louise født Soelberg (1815-1884). Hendes bror, Sophus Carl Emmanuel Bonfils, udlært boghandler hos G.E.C. Gad, var boghandelindehaver og i perioden 1893-1896 formand for Københavns Boghandlerforening. Louise Bonfils var ugift.  
Ifølge de officielle folketællinger i København boede Louise Bonfils med sin far og brødre i barndomshjemmet på Gammel Kongevej indtil 1901, hvorefter hun flyttede til Kunstnerhjemmet (en) i Gothersgade. Her boede hun dør om dør med en anden kendt marinemaler Vilhelm Arnesen.
Efternavnet, Bonfils, betyder "god søn" på fransk. 
Trods en slem øjensygdom var Louise Bonfils aktiv som maler og havde værker udstillet helt frem til sin død i 1933. 
Louise Bonfils er begravet på Solbjerg Parkkirkegård på Frederiksberg. 

## Uddannelse
Louise Bonfils blev først uddannet på Tegne- og Kunstindustriskolen for Kvinder hos Wenzel Tornøe og Hans Fischer og siden på Kunstnernes Frie Studieskoler i perioden 1886-1887 med Laurits Tuxen og P.S. Krøyer som lærere. Bonfils var i 1888 medunderskriver på anmodningen om oprettelse af en kvindeskole på Kunstakademiet. Anmodningen blev efterkommet og samme år oprettedes derfor Kunstakademiets Kunstskole for Kvinder, hvor Louise Bonfils var elev i perioden 1890-1891.

## Værker og malerstil
Louise Bonfils blev optaget som marinemaler på Kunstakademiets Kunstskole for Kvinder og blev dermed den første kvindelige marinemaler i Danmark.  
Livet igennem malede hun skildringer af fuldriggere på havet, kystmotiver og andre søfartsinspirerede motiver. Dette på trods af at det i samtiden blev det anset for mere passende for kvinder at male stilbilleder af blomster eller andre naturmotiver. Med sine dynamiske marinemotiver var Bonfils således med til at rykke ved de gængse forestillinger om, hvad kvindelige malere burde beskæftige sig med.
Størstedelen af hendes værker er skildringer af havet omkring Nordsjællands kyst, men også andre danske kyster og kystbyer har været motiv for hendes værker, eksempelvis "Havneparti fra Esbjerg", 1902.   
Louise Bonfils værker var udtryk for tidens friluftsmaleri, der stod i modsætning til tidligere tiders indendørsproduktion af naturmiljøer. 
Værkerne blev således malet på stedet. Det gælder bl.a. hendes oliemaleri Kystparti med fiskere, Ålsgårde med Kullen i baggrunden, der i slutningen af 2021 blev erhvervet af Den Hirschsprungske Samling i København. Maleriet er et klassisk marinemaleri, hvor havets bevægelser, skyerne og motiverne er levende og dynamisk skildret. Værket er malet "vådt i vådt". Det betyder, at maleren bevidst har malet flere lag af oliemaling oven på hinanden, så penselstrøg og farver blander sig på lærredet.  

## Udstillinger og udmærkelser
Louise Bonfils havde sin første udstilling i 1881 på Kunsthal Charlottenborg i København, ni år før optagelsen på Kunstakademiets Kunstskole for Kvinder. Bonfils havde efterfølgende værker udstillet på Kunsthal Charlottenborg alle år i perioderne 1883-1906, 1908-1924 og 1926-1933. Udstillingerne på Charlottenborg var såkaldt censurerede udstillinger, hvor udvalgte værker blev udstillet for offentligheden i halvårlige forløb om foråret eller om efteråret.
Udover udstillingerne på Kunsthal Charlottenborg blev værker af Louise Bonfils udstillet i 1888 på Nordisk Industriudstilling på udstillingen "11 Kunstnerinder" i 1891 og i 1895 på "Kvindernes Udstilling", alle i København. 
Louise Bonfils modtog i 1898 Kunstakademiets udmærkelse.

## Galleri
| - Strand- og kystpartier - Skibe på Sundet en sommerdag, 1878 - Sejlbåde ud for klippekyst, 1885 - Kystparti, 1887 - Kystparti med småbåde ved strandkanten, 1887 - Strandparti fra Villingebæk i Nordsjælland, 1887 - Kystparti med sejl- og dampskib ud for Kronborg Strand, 1890 - Kystparti med hus og både, 1901 - Kystparti fra Gammel Skagen. Eftermiddag, 1903 - Aftenstemning Stavanger Fjord, 1909 - Bygevejr. Hornbæk, 1921 |

| - Andre værker af Louise Bonfils - Havneparti med to små sejlskibe, 1883 - Personer i samtale på en solbeskinnet gade i Dragør, 1894 - Både i Gilleleje Havn, 1927 |